# Neaenus
Neaenus is een geslacht van halfvleugeligen uit de familie Aphrophoridae. De wetenschappelijke naam van dit geslacht is voor het eerst geldig gepubliceerd in 1897 door Fowler.

## Soorten
Het geslacht Neaenus omvat de volgende soorten:
- Neaenus luteosignatus (Valdes Ragues, 1910)
- Neaenus varius Fowler, 1897